# كارل سوانسون
كارل سوانسون (بالإنجليزية: Karl Swanson)‏ هو لاعب كرة قاعدة أمريكي، ولد في 17 ديسمبر 1900 في نورث هندرسون في الولايات المتحدة، وتوفي في 3 أبريل 2002 في روك أيلاند في الولايات المتحدة.

## وصلات خارجية
- كارل سوانسون على موقع دوري كرة القاعدة الرئيسي (الإنجليزية)
- كارل سوانسون على موقعبيزبول رفرنس.كوم (الدوري الرئيسي) (الإنجليزية)
- كارل سوانسون على موقعبيزبول رفرنس.كوم (الدوري الثانوي) (الإنجليزية)
- كارل سوانسون على موقع جمعية أبحاث البيسبول الأمريكية (الإنجليزية)
- كارل سوانسون على موقع إي إس بي إن.كوم (أم.أل.بي) (الإنجليزية)